# Gavarret (Aragó)
Gavarret (català) o Gabarret (castellà) és un despoblat a 1.200 msnm al municipi de Bonansa, a la comarca aragonesa de la Ribagorça oriental (província d'Osca). Actualment està deshabitat. Hi ha una església romànica en molt mal estat de conservació. S'hi accedeix des de Sirès per una pista sense asfaltar i també per Bonansa on hi ha una pista que no és practicable.